# OS/2
OS/2 je linija operacijskih sustava američkih tvrtki Microsoft i IBM. Razvoj operacijskog sustava vodio je IBM-ov Ed Iacobucci. Microsoft je, zbog nesuglasica oko položaja ovog operacijskog sustava u odnosu na njihov vlastiti Windows 3.1, 1992. godine napustio poslovni odnos s IBM-om i u potpunosti im prepustio njegov razvoj. "OS/2" je skraćenica za "Operating System/2" i predstavljen je uz IBM-ovu drugu generaciju osobnih računala "Personal System/2 (PS/2)". Prva inačica operacijskog sustava izdana je u prosincu 1987. i ažuriran je sve do prosinca 2001. godine.
OS/2 je nasljednik PC-DOS-a sa zaštićenim načinom rada. Osnovni sistemski pozivi modelirani su prema onima u MS-DOS-u, zbog čega je OS/2 sličan Unixu, Xenixu i Windowsu NT.
IBM je prestao podržavati OS/2 31. prosinca 2006. godine. Otada je razvijan pod nazivom eComStation. Nova distribucija operacijskog sustava OS/2, nazvana ArcaOS, najavljena je u listopadu 2015. i izdana 2017. godine.